# Holoplatys rainbowi
Holoplatys rainbowi är en spindelart som beskrevs av Zabka 1991. Holoplatys rainbowi ingår i släktet Holoplatys och familjen hoppspindlar. Inga underarter finns listade i Catalogue of Life.